# Попаснянський скляний завод
Попаснянський скляний завод — промислове підприємство в місті Попасна Луганської області.

## Історія
Під час першої світової війни на станцію Попасну Комишуваська волості Бахмутського повіту Катеринославської губернії було евакуйовано напівкустарний скляний завод з Польщі, навесні 1917 року він виготовив першу продукцію - чайні блюдця, лампове скло і аптечний посуд 
24 квітня 1918 року Попасну було звільнено українськими та німецькими військами (які залишалися тут до листопада 1918 року), в подальшому селище опинилося в зоні бойових дій  й було окуповане більшовиками. Після закінчення більшовицько-української війни завод був відновлений і відновив роботу. 
В ході індустріалізації СРСР завод був реконструйований і розширений: були побудовані два нові цехи, виготовлення продукції збільшилося в два рази. У 1940 році чисельність працівників заводу становила 400 осіб  . 
Під час Німецько-радянської війни в зв'язку з наближенням до міста лінії фронту почалася евакуація устаткування підприємства, але 16 листопада 1941 року німецькі війська атакували місто з боку залізничної станції і 18 листопада 1941 року Попасна була окупована . При наближенні радянських військ склозавод був повністю зруйнований  . 
3 вересня 1943 року радянські війська зайняли місто, почалося відновлення підприємств. У лютому 1944 року скляний завод відновив роботу  . 
До 1951 року на підприємстві виробляли тільки лампове скло, проте в 1951 - 1959 роки було проведено реконструкцію заводу. В результаті, були встановлені автоматичні виробничі лінії, виробництво лампового скла було механізовано, завод опанував випуск молочного електроарматурного скла  . 
В середині 1960-х років до заводу був підведений природний газ, в 1966 році тут був введений до експлуатації цех високохудожнього скла (з виготовлення келихів, фужерів, чашок й іншого посуду з кольорового скла)  . 
У 1967 році завод виробив понад 17 млн. лампових скелець, понад 2 млн. електроарматурних виробів, а також посуд на суму 360 тис. карбованців  . 
За радянських часів завод входив до числа провідних підприємств міста     . 
Після проголошення незалежності України державне підприємство було перетворено в товариство з обмеженою відповідальністю .

## Сучасний стан
Попаснянський скляний завод - був великим виробником високохудожніх виробів зі скла. Підприємство з виробництва високохудожніх скляних виробів з кольорового, молочного та прозорого скла методом видування, пресування, а також ручним виготовленням. В асортимент виробів входили: вази, сувенірні вироби, салатники, попільниці, розсіювачі побутового та промислового призначення, пляшки. В даний час він збанкрутував і не працює. Завод знищений повністю, відновленню не підлягає [уточнити]